# Nottuln
Nottuln település Németországban, azon belül Észak-Rajna-Vesztfália tartományban. Lakosainak száma 19 921 fő (2023. december 31.). Nottuln Havixbeck, Senden, Dülmen, Coesfeld és Billerbeck községekkel határos.

## Népesség
A település népességének változása:
| Lakosok száma | 11 302 | 19 436 | 19 590 | 19 557 | 19 672 | 19 901 | 19 921 |
|               | 1975   | 2015   | 2017   | 2019   | 2021   | 2022   | 2023   |